# Cahoots
| Críticas profissionais | Críticas profissionais |
| Avaliações da crítica  | Avaliações da crítica  |
| Fonte                  | Avaliação              |
| ---------------------- | ---------------------- |
| Allmusic               | 3.5 de 5 estrelas.     |
| Robert Christgau       | B-                     |

Cahoots é o quarto álbum do grupo de rock The Band, seu último de estúdio com material totalmente autoral em quatro anos. 

## Faixas
1. "Life Is a Carnival"
2. "When I Paint My Masterpiece"
3. "Last of the Blacksmiths"
4. "Where Do We Go from Here?"
5. "4% Pantomime"
6. "Shoot Out in Chinatown"
7. "The Moon Struck One"
8. "Thinkin' Out Loud"
9. "Smoke Signal"
10. "Volcano"
11. "The River Hymn"

## Créditos
- Rick Danko – baixo, vocais
- Levon Helm – bateria, bandolim, contrabaixo, vocais
- Garth Hudson – órgão, piano, saxofone tenor e barítono
- Richard Manuel – piano, órgão, bateria, slide guitar, vocais
- Robbie Robertson – guitarra, piano
- Allen Toussaint - arranjo de metais em "Life Is A Carnival"
- Van Morrison - vocais em "4% Pantomime"
- Mark Harman - engenheiro-de-som